# أكيكو وادا
أكيكو وادا (باليابانية: 和田アキ子) هي مغنية وعازفة الجاز وممثلة كوريا ويابانية، ولدت في 10 أبريل 1950 في اليابان.

## وصلات خارجية
- أكيكو وادا على موقع IMDb (الإنجليزية)
- أكيكو وادا على موقع روتن توميتوز (الإنجليزية)
- أكيكو وادا على موقع ميوزك برينز (الإنجليزية)
- أكيكو وادا على موقع أول ميوزيك (الإنجليزية)
- أكيكو وادا على موقع ديسكوغز (الإنجليزية)
- أكيكو وادا على موقع قاعدة بيانات الفيلم (الإنجليزية)
- أكيكو وادا على موقع ليتربوكسد (الإنجليزية)
- أكيكو وادا على موقع كينوبويسك (الروسية)
- أكيكو وادا على موقع ANN person (الإنجليزية)